# Iranduba
Iranduba é um município brasileiro localizado na Região Metropolitana de Manaus, no estado do Amazonas. Situado à margem esquerda do Rio Solimões, está conectado à capital amazonense através da Ponte Rio Negro. Segundo estimativa do IBGE de 2021, o município possuía 49 718 habitantes. Iranduba é considerado o maior produtor de hortifrutigranjeiros e produz 75% dos tijolos e telhas consumidos no estado.

## História
Até o momento, a História escrita sobre Iranduba referiu-se a dois períodos específicos, no contexto da longa cronologia do passado amazônico. O primeiro deles é a chamada Pré-História, quando houve a ocupação da região e o desenvolvimento de sociedades na confluência dos rios Negro e Solimões. Já o segundo período diz respeito ao século XX, quando remete as origens da cidade ao final do Primeiro Ciclo da Borracha na Amazônia e a relação do mesmo com a ocupação da região pelos antigos seringueiros.
Antes de tratarmos especificamente do século XX, vale a pena destacar que há um hiato entre a Pré-História e o século XX, o que corresponde às épocas entre os séculos pré-colombianos e o Oitocentos, incluindo-se o Período Colonial e o Período Imperial, nos quais houve importantes acontecimentos da História Amazônia, tanto em nível global quanto regional e local. Trata-se, portanto, de um período de mais de 500 anos de silenciamento, sem que nada tenha sido dito e/ou escrito sobre a “Costa de Iranduba”. Dado o atual “estado da arte” sobre o tema, nos limitaremos à Pré-História e ao século XX.
A Pré-História
Para entender os processos de ocupação da região da “Costa de Iranduba”, recorremos às descobertas arqueológicas empreendidas, desde meados do século XX, mas que tiveram avanços importantes especialmente a partir do Projeto Amazônia Central, que desenvolveu pesquisas na década de 1990 e nos anos 2000. A partir das escavações, foi possível identificar ao menos quatro fases de ocupação, correspondentes a períodos diferentes, caracterizados tanto pelas formas de organização social e política quanto pelas relações estabelecidas com a natureza e pelo desenvolvimento técnico, especialmente na produção ceramista.
A primeira fase de ocupação é chamada Açutuba e corresponde ao período entre os anos 300 a.C e 360 d.C, totalizando quase 700 anos. Esse período foi caraterizado pelo cultivo de plantas já domesticadas em outras regiões e pela produção da terra preta de índio, importante para a prática agrícola. A segunda fase de ocupação é a Manacapuru, ocorrida entre os anos 600 e 1000 d.C, caracteriza-se pela presença de aldeias circulares e pelo uso de tecnologias cerâmicas sofisticadas, nas quais se destacam representações de canoas e outros elementos. Em seguida, houve a fase Paredão, ocorrida entre os séculos VII e XII, num momento em que houve um rápido crescimento populacional, além de importantes mudanças tecnológicas na produção das cerâmicas. Também observou-se o aumento de áreas de “terra preta de índio” e há indícios de contatos com povos de outras regiões. Em quarto lugar, destaca-se a chamada fase Guarita, cuja datação compreende um período entre os anos 1150 e 1200 da Era Cristã e tem como características principais a centralização política dos grandes e multiétnicos cacicados, dos quais se destacam indícios de importantes conflitos geopolíticos, especialmente pelos vestígios das paliçadas e de valas defensivas.
Essas descobertas arqueológicas são importantes porque estão na base das intepretações sobre o passado amazônico e principalmente sobre a Costa de Iranduba. Por sua localização privilegiada na confluência de dois grandes rios, essa área foi capaz de fornecer os recursos aquáticos necessários para o desenvolvimento de um grande aglomerado humano, cujos vestígios têm sustentado a hipótese de que havia, de fato, uma importante cidade indígena na margem direita do rio Solimões, avistada pela expedição de Francisco de Orellana e registrada por Gaspar de Carvajal, em 1542.
Em linhas gerais, é possível afirmar com alguma segurança que a região da confluência do rio Negro e o Solimões foi sucessivamente ocupada por grupos humanos ao longo de mais de 1.800 anos, muito antes da passagem dos colonizadores espanhóis, no século XVI, tendo desenvolvido modos de vida semelhantes àqueles de outras importantes sociedades complexas amazônicas, cujas características principais são a organização social e geopolítica, a prática agrícola e o extrativismo (caça, pesca e coleta) e o desenvolvimento tecnológico. Essas sociedades complexas seriam paulatinamente esfaceladas pelo processo de colonização na Amazônia, iniciado no século XVI e responsável por um legado de violências e usurpações dos colonizadores para com os Povos Originários.
O “longo” Século XX
A região amazônica assistiu a três importantes acontecimentos ao longo do século XX, que iriam impactar sobremaneira não apenas a cidade de Manaus, mas também a região no seu entorno. O primeiro desses acontecimentos seria a crise da borracha, ocorrida nas primeiras décadas desse século, em função da entrada da borracha asiática nos mercados da Europa e dos Estados Unidos. Depois, durante a Segunda Guerra Mundial, houve a reativação da exploração desse produto por um curto período, o que fez surgir novamente o sistema de exploração do trabalho na figura do soldado da borracha e levou ao aumento da produção amazônica, enquanto os seringais asiáticos estiveram desabilitados pela guerra. Por último, houve a criação da Zona Franca de Manaus, na década de 1970, colocando Manaus e as áreas do seu entorno novamente nos circuitos econômicos e geopolíticos do país. Esses acontecimentos contribuíram direta e indiretamente para a (re)construção histórica da região outrora chamada “Costa de Iranduba”, originando o então município de Iranduba – AM.
A Era Vargas (1930 – 1945)
A História escrita sobre Iranduba, até o presente momento, tem como marco inicial os acontecimentos em torno da crise da borracha, que teria provocado o deslocamento de parte dos antigos trabalhadores da borracha para povoados e vilas próximos de Manaus, a partir de 1920. Parte significativa desses migrantes teria se estabelecido nas várzeas da “Costa de Iranduba” e passado a viver como ribeirinhos, explorando os recursos naturais aquáticos e da floresta, além de praticarem a agricultura de várzea.
A década de 1930 é importante para a região amazônica em função das políticas de incorporação dos chamados “espaços vazios” do Brasil nos circuitos econômicos nacionais, sendo que a Amazônia foi um dos principais alvos da chamada “marcha para o oeste”. Além disso, entre 1942 e 1945, houve a chamada “batalha da borracha”, momento em que - por causa da Segunda Guerra Mundial e da suspensão da produção de borracha asiática – milhares de trabalhadores nordestinos foram deslocados para a Amazônia, transformando-se em “soldados da borracha”. Com o final da Segunda Guerra Mundial, parte dos mais de 50 mil trabalhadores acabariam engrossando a população dos povoados e vilas amazônicas, assim como havia acontecido anteriormente, estabelecendo-se também na “Costa de Iranduba”.
A Colonização Agrícola
Uma das formas de se promover a ocupação e o desenvolvimento de atividades econômicas que fossem capazes de integrar a região amazônica aos circuitos econômicos do resto do país foi a criação de colônias agrícolas, sendo que muitas dessas foram instaladas na Costa de Iranduba.
Na década de 1930, o governo federal implantou o Plano de Ocupação Demográfica da Amazônia e criou as duas primeiras colônias agrícolas em 1941. A primeira delas foi a Colônia Bela Vista, situada na margem esquerda do rio Solimões e no que hoje é o município de Manacapuru, e a segunda foi a Colônia Cacau-Pirêra, situada na localidade Cacau-Pirêra, também na margem esquerda do Solimões. Além de camponeses de origem nordestina, vindos dos antigos seringais, também haviam colonos de origem japonesa, dedicados principalmente ao cultivo da juta. Depois, foram instaladas colônias similares na localidade Caldeirão e na localidade do Ariaú, todas voltadas para a produção agrícola, destinada principalmente ao fornecimento da cidade de Manaus.
Imigração Japonesa
Capítulo importante da História de Iranduba foi a imigração japonesa para a região da confluência dos rios Negro e Solimões, tendo se instalado nas localidades de Manacapuru e Iranduba e se dedicado ao cultivo da juta e à produção de hortifrutigranjeiros, a partir da década de 1950. Os estudos até agora empreendidos acerca desse processo nos informam que a imigração japonesa para a Amazônia teria se iniciado na década de 1920, ou seja, logo após o declínio econômico da região por causa da crise da borracha. Nesse momento, as autoridades – especialmente o Governador Efigênio Sales – se empenhou em oferecer terras devolutas aos japoneses, estabelecendo contratos para a concessão das propriedades que pertenciam ao Estado.
As pesquisas realizadas até agora informam que os japoneses migraram para o Amazonas em três momentos diferentes. O primeiro deles ocorreu entre os anos de 1920 e 1925, no qual aquelas pessoas se dedicaram à exploração da borracha. O segundo momento ocorreu entre 1925 e 1942, quando grupos maiores foram recebidos na região, através dos contratos celebrados entre o Estado do Amazonas e o Governo do Japão, cujo objetivo principal era melhorar a economia amazônica, afetada pelo fim do ciclo da borracha. Em função da Segunda Guerra Mundial, houve uma suspensão no recebimento de imigrantes japoneses no Brasil, especialmente porque esse país optou pelo apoio aos Aliados, enquanto que o Japão compunha o chamado Eixo. Com o fim do conflito mundial, a imigração japonesa para a Amazônia foi retomada na década de 1950.
Tendo se estabelecido inicialmente em Maués e Parintins, os japoneses chegaram na Costa de Iranduba apenas em 1954, onde se estabeleceram em propriedades destinadas tanto à produção de juta quanto de hortifritigranjeiros, destinados ao abastecimento da capital do Estado do Amazonas. Essas pessoas seriam responsáveis não apenas pela produção daqueles alimentos, mas também pelo fornecimento da fibra de juta destinada à produção de embalagens para o café produzido em outras regiões do Brasil. Nos dias atuais, alguns desses imigrantes ainda vivem no município de Iranduba, sendo que alguns deles dedicam-se a outras atividades, a exemplo do turismo desenvolvido na “Praia do Japonês”.
A (re)construção histórica de Iranduba (1950/2010)
A década de 1950 é considerada um marco importante para o Brasil e também para a Amazônia, na medida em que as transformações ocorridas após a Segunda Guerra Mundial passariam à influenciar a economia, a política e a cultura. Em nível global, intensificaram-se as disputas ideológicas entre os Estados Unidos e a União Soviética, no contexto da Guerra Fria, com efeitos em vários países, incluindo-se o Brasil. Em nível nacional, foi um momento em que houve uma intensificação do desenvolvimento industrial, além da abertura da economia para os investimentos estrangeiros e do planejamento estratégico do Estado brasileiro, na perspectiva do nacional-desenvolvimentismo. Além de investir na chamada indústria de base, o Governo Federal também impulsionou a infraestrutura do país, criando rodovias, hidrelétricas e aeroportos. Na Amazônia, destacam-se a construção da Rodovia Transamazônica e do estabelecimento da Zona Franca de Manaus, ações que visavam desenvolver e integrar a região aos circuitos econômicos nacionais e reforçar, do ponto de vista geopolítico, a presença do Estado no vasto território amazônico.
Esse contexto, tanto em nível global quanto regional e local, afetou diretamente a região da Costa de Iranduba, na medida em que desencadeou uma série de acontecimentos que acabariam contribuindo direta e indiretamente para a (re)constituição histórica do município, nas décadas que se seguiram. Em primeiro lugar, com o estabelecimento da Zona Franca de Manaus, houve um crescimento urbano significativo, o que demandaria um aumento no consumo de determinados produtos, especialmente no setor de alimentos e de construção civil. Essa nova realidade fez com que as autoridades se voltassem para as áreas próximas da capital, no sentido de criar condições para que tais localidades pudessem fornecer tais produtos. Em função da experiência das décadas anteriores no campo da produção agrícola, Iranduba e Manacapuru seriam “eleitas” como áreas para a produção de hortifrutigranjeiros e peças de cerâmica para a construção civil da capital, especialmente tijolos e telhas.
Para facilitar o escoamento da produção e a integração entre a Costa de Iranduba e Manaus, foi construída a AM-070, que ficou popularmente conhecida naquela época como “Estrada da Juta”, em função do cultivo dessa espécie na localidade, mas que recebeu o nome oficial de Rodovia Manoel Urbano, uma homenagem ao homem que entraria para a História como importante agente de (re)conhecimento e exploração da Província do Amazonas, no século XIX. Essa obra de infraestrutura iria compor o circuito de exploração econômica e integração da região, na medida em que se tornou a principal via de escoamento da produção agrícola e oleira destinada ao abastecimento da Zona Franca de Manaus.
Outro marco na (re)construção histórica de Iranduba foi a criação da Cidade Hortifrutigranjeira de Iranduba S.A. – CHISA, em 1876. As poucas informações disponíveis dão conta de que se tratou de um empreendimento capitaneado pela Prefeitura de Manaus, com o objetivo de criar uma infraestrutura de fomento à produção e fornecimento de hortifrutigranjeiros para a capital do Estado do Amazonas, no momento em que a população de Manaus cresceu em mais de 70%. Esse acontecimento pode ser considerado um marco na história das populações ribeirinhas da “Costa de Iranduba”, uma vez que houve um deslocamento forçado das pessoas que moravam na várzea, para uma parte mais alta. Uma vez desocupada a área de várzea, a terra foi loteada, de modo a se transformar em unidades de produção agrícola.
Em 1981, o Distrito de Iranduba foi elevado à condição de município, tendo a então Vila de Iranduba se tornado sede de uma das mais novas municipalidades do Amazonas. Além de continuar sendo os dos principais fornecedores de hortaliças (alface, cebolinha, tomate, coentro), o município de Iranduba iria se tornar também produtor de frutas e de cerâmicas para a construção civil, ao longo das décadas de 1980 e 1990, o que reforçou a posição de sua economia enquanto subsidiária da cidade de Manaus.
Entre 2008 e 2011, ocorreu a construção da Ponte Rio Negro, considerada um marco no processo de urbanização e metropolização do município de Iranduba. Além das atividades já desenvolvidas, o espaço rural desse município passou por outras transformações, tal qual aquelas empreendidas pelo mercado imobiliário que tem loteado e vendido as terras próximas da Rodovia Manoel Urbano, criando condomínios residenciais e (re)construindo não apenas espacialidades, mas também novas relações sociais, políticas, econômicas e culturais, o que tem (re)composto a história recente do município.

## Geografia

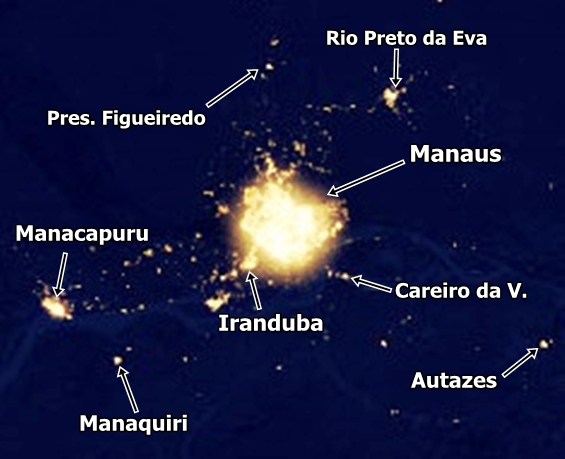
Imagem de satélite da NASA mostra Iranduba à noite formando uma mancha urbana contínua com Manaus, através da Ponte Rio Negro.

O município de Iranduba está situado à margem esquerda do Rio Solimões, na confluência deste com o Rio Negro, a sudoeste da capital do Amazonas, da qual dista cerca de nove quilômetros, considerando a travessia da Ponte Rio Negro até o distrito de Cacau Pirêra. Suas coordenadas geográficas são as seguintes: 03º 17′ 06′′ de latitude sul e 60º 11′ 09′′ de longitude W. Gr.
A localização do município permite a existência de dois ecossistemas diversos, e se na orla do Rio Negro figuram paisagens paradisíacas, praias, cachoeiras e florestas abundantes; ao longo do rio Solimões descortinam-se extensas áreas de várzea com atividades agrícolas, pesqueiras e de contemplação.
Iranduba está a 30 metros acima do nível do mar e possui uma área de 2 215 quilômetros quadrados, e área urbana de 11,637 km² em 2015 e 44,827 km² estimado em 2022.

## Demografia
Sua população de acordo com estimativas do Instituto Brasileiro de Geografia e Estatística (IBGE) era de 48 296 habitantes em 2019, o que o coloca como o décimo-primeiro município mais populoso do Amazonas, embora seja o menor em área.

## Cultura e sociedade

### Turismo
Hospedagem regional
O município concentra hotéis de selva. Os visitantes podem praticar atividades como canoagem, focagem de jacaré, pesca de piranha, e observar a fauna e a flora. Alguns estabelecimentos oferecem ainda passeios pelos igarapés e visitas as comunidades indígenas. Os estabelecimentos variam de acordo com o número de apartamentos, estilo e infraestrutura oferecida aos hóspedes.
Turismo rural
Junto com o município de Rio Preto da Eva, Iranduba participa da rede de Turismo Rural na Agricultura Familiar (TRAF), um programa coordenado pelo Governo Federal, por meio dos ministérios do Turismo e do Desenvolvimento Agrário.

### Artesanato
Iranduba abriga dois dos principais polos de produção de artesanato do Estado do Amazonas: as comunidades dos lagos Janauari e Acajatuba. No primeiro, há vários flutuantes onde diversos artesãos expõem seus trabalhos, entre eles, lindas peças entalhadas em madeira, cocares, pulseiras e brincos.Dos destaques de pulseiras e brincos. O lago possui ainda um restaurante e serviços de guias para receber os visitantes.

### Gastronomia
A gastronomia é baseada em peixes de água doce e frutas tropicais, como cupuaçu, tucumã, pupunha e açaí, entre outros. Os turistas saboreiam pratos da cozinha regional caseira em bares e lanchonetes e restaurantes. Outra opção é escolher o peixe diretamente dos rios e viveiros locais.

### Sítios arqueológicos
Iranduba é o município amazonense com maior número de sítios arqueológicos registrados, com mais de 100 sítios descobertos até o momento. Desde 1995 é desenvolvido no município o Projeto Amazônia Central (PAC), coordenado pelo Museu de Arqueologia e Etnologia da Universidade de São Paulo - Mae/Usp, em parceria com a Universidade Federal do Amazonas, com trabalhos de escavação, formação de profissionais técnicos e educação patrimonial.

## Acesso
O transporte aéreo e fluvial é realizado através do Aeroporto Internacional de Manaus e Porto de Manaus, respectivamente. Partindo de Manaus, para chegar ao município de Iranduba por via terrestre basta atravessar a Ponte Rio Negro.

## Galeria

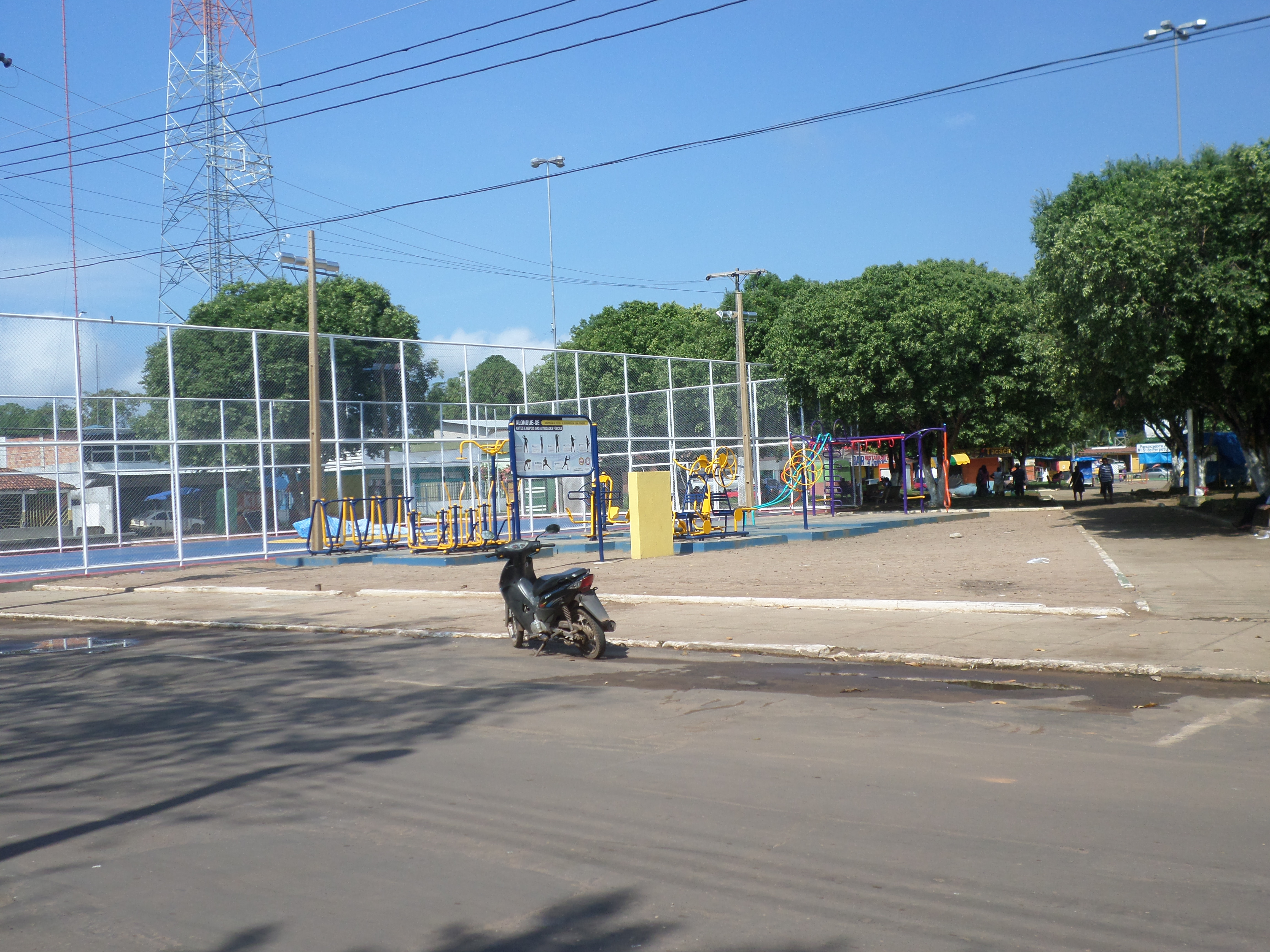
Praça no município de Iranduba.
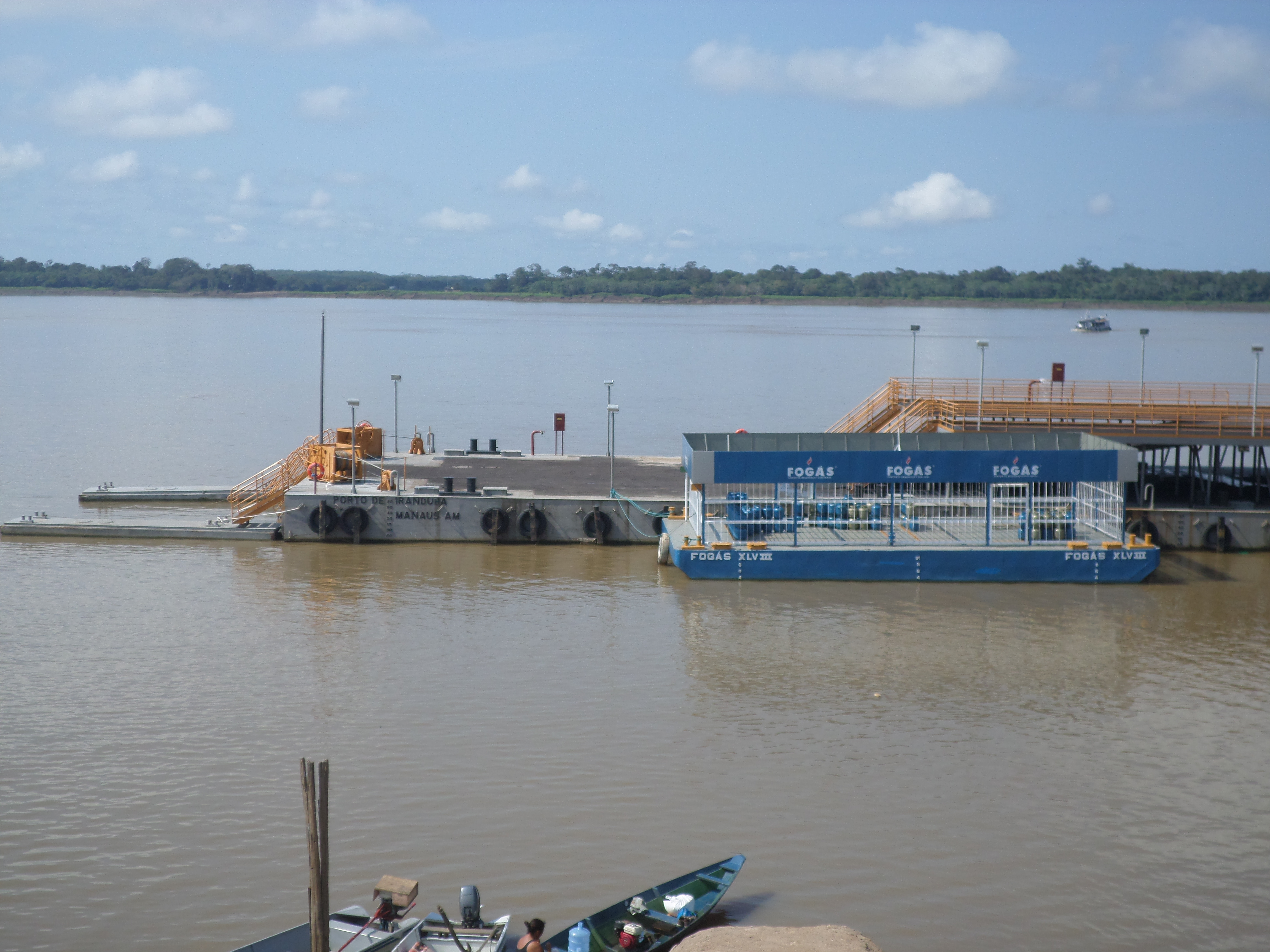
Vista parcial do Porto de Iranduba.
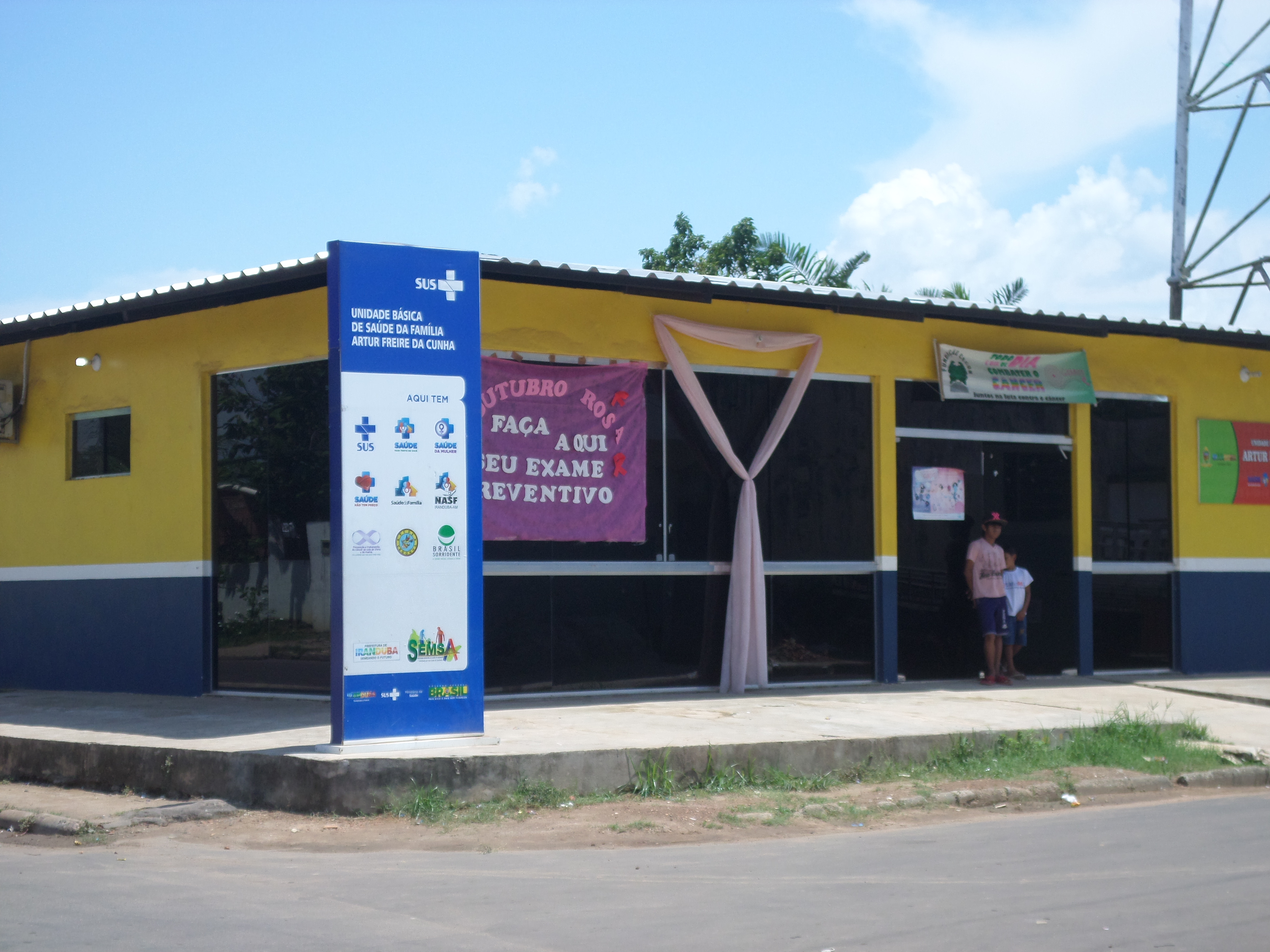
Unidade Básica de Saúde (UBS) em Iranduba.
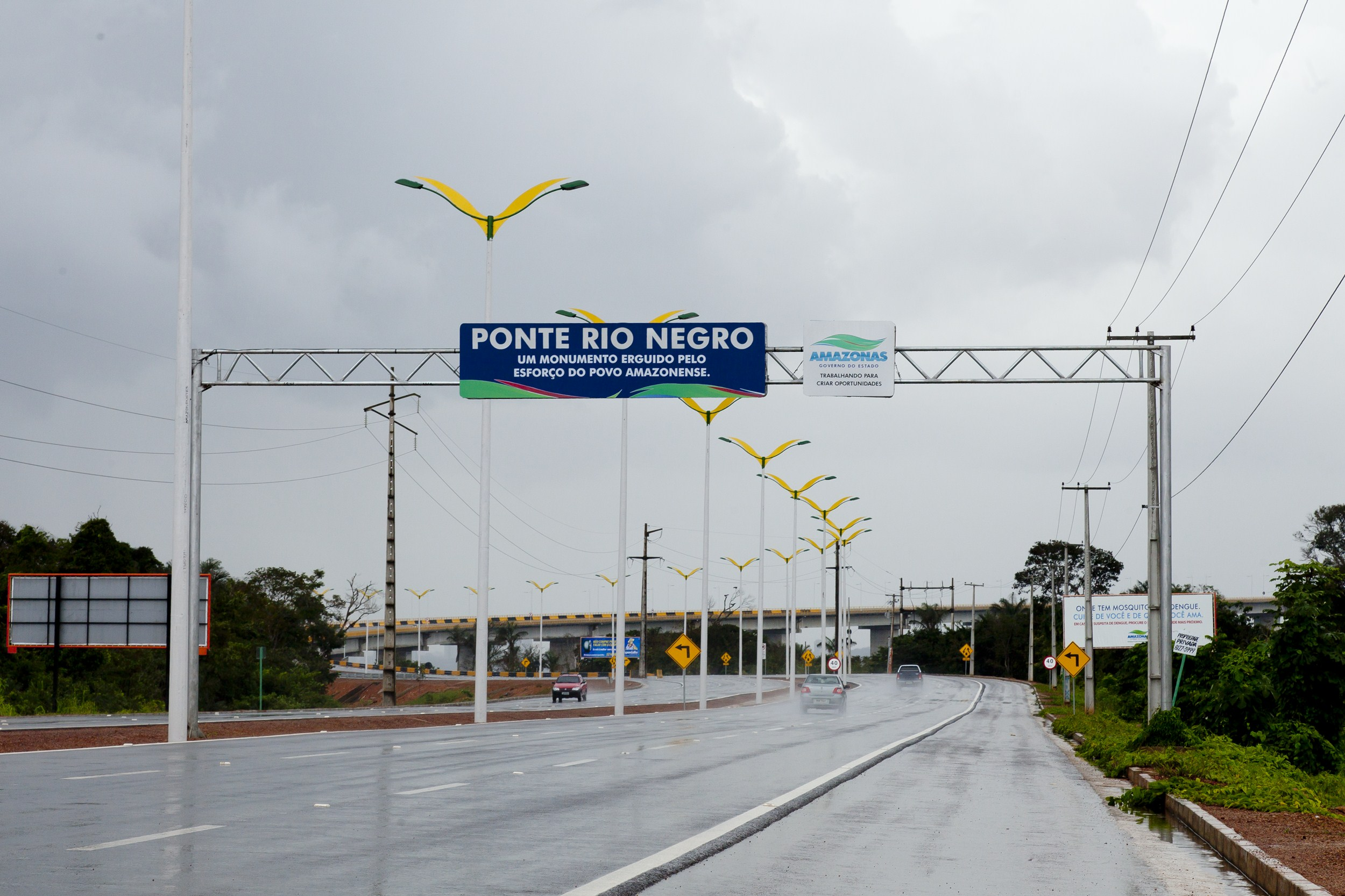
Trecho da Rodovia Manoel Urbano que antecede a Ponte Rio Negro, sentido Manaus.